# Canon de 28 cm SK C/34
Le canon de 28 cm SK C/34 est un canon naval allemand de calibre 28 cm utilisé pendant la Seconde Guerre mondiale.

## Conception
Conçu comme une amélioration du canon de 28 cm SK C/28, le canon de 28 cm SK C/34 est monté sur les cuirassés de classe Scharnhorst. Ceux-ci auraient dû être équipés de canons de 38 cm, mais leur conception aurait excédé le temps de construction des navires, et le canon de 28 cm SK C/34 était déjà disponible. La vitesse de bouche importante des projectiles permet à ce canon d'avoir une bonne pénétration à longue portée sur les blindages de ceinture. Ainsi, le Scharnhorst a-t-il mis un coup au but sur le HMS Glorious à une distance d'environ 24 200 m, lors de l'opération Juno.
Comme tous les canons allemands de calibre 28 cm, il avait en réalité un diamètre de 283 mm.
Lorsque le Gneisenau est désarmé en 1943 après avoir été irrémédiablement endommagé, ses canons sont utilisés comme artillerie côtière. Ainsi, la tourelle Bruno est-elle installée vers Bergen, et la tourelle Caesar vers Austrått (en) en Norvège. Cette dernière est toujours visible, et a été transformée en musée. Les canons de la troisième tourelle, Anton, ont quant à eux été utilisés non loin de Hoek van Holland aux Pays-Bas.